# Serie A 1972-1973 (pallamano maschile)
La Serie A 1972-1973 è stata la 4ª edizione del torneo di primo livello del campionato italiano di pallamano maschile.

Esso venne organizzato dalla Federazione Italiana Giuoco Handball.

Il torneo fu vinto dal C.S. Esercito Roma per la 1ª volta nella sua storia.

A retrocedere in serie B furono lo Sporting Club Gaeta e la Libertas San Saba Roma.

## Formula
Per la prima volta il torneo fu disputato con la formula del girone unico all'italiana con partite di andata e ritorno.

Al termine della stagione la prima squadra classificata fu proclamata campione d'Italia mentre le ultime due classificate furono retrocesse in serie B.

## Squadre partecipanti
| Città         | Club                        | Palasport | Sponsor     |  |
| ------------- | --------------------------- | --------- | ----------- |  |
| Firenze       | Handball Club Firenze       |           |             |  |
| Gaeta (LT)    | Sporting Club Gaeta         |           |             |  |
| Modena        | Pallamano Modena            |           | La Generale |  |
| Roma          | Centro Sportivo Esercito    |           | Haswell     |  |
| Roma          | CUS Roma                    |           |             |  |
| Roma          | H.C. Flaminio Genovesi Roma |           |             |  |
| Roma          | H.C. Montesacro Roma        |           |             |  |
| Roma          | Libertas San Saba           |           |             |  |
| Rovereto (TN) | Handball Club Rovereto      |           |             |  |
| Teramo        | Teramo Handball             |           |             |  |
| Trieste       | Pallamano Trieste           |           |             |  |
| Verona        | CUS Verona                  |           |             |  |

## Classifica
|  | Pos. | Squadra           | Pt | G  | V  | N | S  | GF  | GS  | D    | Note                                        |
|  | ---- | ----------------- | -- | -- | -- | - | -- | --- | --- | ---- | ------------------------------------------- |
|  | 1.   | C.S. Esercito     | 36 | 22 | 17 | 2 | 3  | 383 | 216 | +167 | Qualificato alla Coppa dei Campioni 1973-74 |
|  | 2.   | Rovereto          | 33 | 22 | 16 | 1 | 5  | 257 | 223 | +34  |                                             |
|  | 3.   | Trieste           | 32 | 22 | 16 | 0 | 6  | 322 | 252 | +70  |                                             |
|  | 4.   | Montesacro Roma   | 32 | 22 | 15 | 2 | 5  | 252 | 210 | +42  |                                             |
|  | 5.   | Teramo            | 23 | 22 | 11 | 2 | 9  | 258 | 226 | +32  |                                             |
|  | 6.   | Flaminio Genovesi | 23 | 22 | 10 | 3 | 9  | 261 | 247 | +14  |                                             |
|  | 7.   | CUS Roma          | 22 | 22 | 10 | 2 | 10 | 247 | 248 | -1   |                                             |
|  | 8.   | Firenze           | 19 | 22 | 9  | 1 | 12 | 255 | 241 | +13  |                                             |
|  | 9.   | CUS Verona        | 16 | 22 | 7  | 2 | 13 | 255 | 300 | -45  |                                             |
|  | 10.  | Modena            | 14 | 22 | 6  | 2 | 14 | 276 | 347 | -71  |                                             |
|  | 11.  | Gaeta             | 7  | 22 | 2  | 3 | 17 | 199 | 265 | -66  | Retrocesso in Serie B 1973-74               |
|  | 12.  | Libertas S. Saba  | 4  | 22 | 2  | 0 | 20 | 312 | 323 | -11  | Retrocesso in Serie B 1973-74               |

## Campioni
| Campione d'Italia 1972-1973  |
| ---------------------------- |
| C.S. Esercito Roma 1º titolo |